# Sarracena anteviridata
Sarracena anteviridata är en fjärilsart som beskrevs av Thierry-mieg 1907. Sarracena anteviridata ingår i släktet Sarracena och familjen mätare. Inga underarter finns listade.